# Serpoleskea sprucei
Serpoleskea sprucei là một loài Rêu trong họ Amblystegiaceae. Loài này được (Bruch) Loeske miêu tả khoa học đầu tiên năm 1904.